# خدا قلي (دودانغة)
خدا قلي (بالفارسية: خداقلی) هي قرية تقع في إيران في قسم دودانغة الریفي. يقدر عدد سكانها بـ 26 نسمة بحسب إحصاء 2016.